# Кудинов, Роман Игоревич
Роман Игоревич Кудинов (род. 23 июня 1992, Москва) — российский хоккеист, защитник. Мастер спорта России (2017).

## Биография
Воспитанник «Радуги» (Москва). С сезона 2009/10 — в системе чеховского «Витязя», игрок команды МХЛ «Русские витязи». В сезоне 2011/12 деботировал в КХЛ. Играл в ВХЛ за фарм-клубы «Витязя» «Титан» Клин (2013/14), ТХК Тверь (2014/15 — 2016/17), «Динамо» СПб (2017/18, 2019/20). Выступал в ВХЛ за «Рязань» (2020/21) «АКМ» Новомосковск (2021/22).
Победитель хоккейного турнира Универсиады (2017).